# Lachnaea macrantha
Lachnaea macrantha är en tibastväxtart som beskrevs av Carl Daniel Friedrich Meisner. Lachnaea macrantha ingår i släktet Lachnaea och familjen tibastväxter. Inga underarter finns listade i Catalogue of Life.